# Czesław Świrta
Czesław Świrta (ur. 14 czerwca 1925 w Starachowicach, zm. 30 stycznia 2008 roku w Łodzi) – polski operator filmowy.
W 1948 ukończył Liceum Fotograficzne w Miejskim Liceum Plastycznym w Gdyni.
W 1952 ukończył studia na Wydziale Operatorskim Państwowej Wyższej Szkoły Filmowej, Telewizyjnej i Teatralnej w Łodzi (dyplom w 1974). Jako samodzielny operator debiutował w 1958. 
Pracował jako wykładowca PWSFTviT, a w latach 1984–1987 był dziekanem Wydziału Operatorskiego. 16 października 1998 z okazji 50-lecia PWSFTviT został odznaczony Krzyżem Kawalerskiego Odrodzenia Polski.

## Filmografia
Zadebiutował przed kamerą w 1953 roku, zdjęciami do filmu zdjęcia do filmu Trzy opowieści. W swoim dorobku ma ponad 30 filmów pełnometrażowych, ponad 20 krótkometrażowych oraz kilka etiud szkolnych:

### Film fabularny
- Trzy opowieści [film fabularny nowelowy] :
  - Cement [nowela 1] (1953) - zdjęcia,
- Niedaleko Warszawy (1954) - współpraca operatorska,
- Trzy starty [film fabularny nowelowy] :
  - Nowela bokserska [nowela] (1955) - zdjęcia,
- Tajemnica dzikiego szybu (1956) - operator kamery,
- Zimowy zmierzch (1956) - operator ii,
- Pętla (1957) - operator kamery,
- Spotkania (1957) - operator kamery,
- Pigułki dla Aurelii (1958) - zdjęcia,
- Zobaczymy się w niedzielę (1959) - zdjęcia,
- Rok pierwszy (1960) - zdjęcia,
- Kwiecień (1961) - zdjęcia,
- Nafta (1961) - zdjęcia,
- Dom bez okien (1962) - zdjęcia,
- Między brzegami (1962) - zdjęcia,
- Nieznany (1964) - zdjęcia,
- Miejsce dla jednego (1965) - zdjęcia,
- Tomek i pies [serial TV] :
  - Wygrana Hani [odcinek 10] (1965) - zdjęcia,
- Psia przysługa [odcinek 13]  (1965) - zdjęcia,
- Z przygodą na ty [serial TV] :
  - Biwak [odcinek 4]  (1966) - zdjęcia,
  - Monety [odcinek 5]  (1966) - zdjęcia,
  - Czarny rycerz [odcinek 7]  (1966) - zdjęcia,
- Klub szachistów (1967) - zdjęcia,
- Świat grozy [seria TV opowieści „z dreszczykiem”, filmy włączone do filmu nowelowego] :
  - Zbrodnia lorda Artura Savile’a (1967) - zdjęcia,
- Przeraźliwe łoże (1967) - zdjęcia,
- Czerwone i złote (1969) - zdjęcia,
- Dzieci z naszej szkoły [serial TV] :
  - Joko [odcinek 10] (1969) - zdjęcia,
- Prawdzie w oczy (1970) - zdjęcia,
- Bolesław Śmiały (1971) - zdjęcia,
- Ucieczka-wycieczka [serial TV] (1972) - zdjęcia,
- Nicponie (1973) - zdjęcia,
- Tylko się jeździ (1974) - zdjęcia,
- Zofia (1976) - zdjęcia,
- Płomienie (1978) - zdjęcia,
- Romans Teresy Hennert (1978) - zdjęcia,
- Detektywi na wakacjach (1979) - zdjęcia,
- Rycerz (1980) - zdjęcia,
- Wierne blizny (1981) - zdjęcia,
- Dom Świętego Kazimierza (1983) - zdjęcia,
- Cień już niedaleko (1984) - zdjęcia,
- Penelopy (1988) - zdjęcia,

### Krótki metraż, dokument, animacja
- Praha - port macierzysty (1967) - zdjęcia,
- Praskie spotkania (1967) - zdjęcia,
- Stolica nad Szprewą (1967) - zdjęcia,
- Drogi wiodą z Turynu (1968) - zdjęcia,
- Fabryka z kompleksami (1968) - zdjęcia,
- Świat poza czasem (1968) - zdjęcia,
- W antrakcie (1968) - zdjęcia,
- Jędrek (1969) - zdjęcia,
- Lekkomyślność (1969) - zdjęcia,
- Niczyj (1969) - zdjęcia,
- Śladami produkcji samochodów (1969) - zdjęcia,
- Słodka tajemnica (1970) - zdjęcia,
- FIAT (1971) - zdjęcia,
- Koledzy (Migielska Leokadia) (1971) - zdjęcia,
- Nicponie (1973) - zdjęcia,
- Pokusa (1974) - zdjęcia,
- Na zdrowie (1975) - zdjęcia,
- No to bęc (1975) - zdjęcia,
- Ryzykanci  (1975) - zdjęcia,
- Delfy (1976) - zdjęcia,
- W apeninach (1976) - zdjęcia,
- Ceremoniał szkolny (1978) - zdjęcia,
- Formy muzyczne - Aba (1985) - zdjęcia,
- Formy muzyczne - Rondo (1985) - zdjęcia,
- Formy muzyczne - Wariacje (1985) - zdjęcia,
- Być w orkiestrze symfonicznej (1987) - zdjęcia,

### Etiudy szkolne PWSFTviT
- Młodzi budują pokój (1951) - zdjęcia,
- Silni, zwarci, gotowi (1951) - zdjęcia,
- Odskok (1978) - opieka pedagogiczna,
- Repasaż (1978) - opieka pedagogiczna,
- Wnętrza (Arciuch T.) (1980) - opieka pedagogiczna,
- Ingwar (1984) - opieka pedagogiczna,
- Siostry (Wilczyńska b.) (1984) - opieka pedagogiczna,
- Ciotka Maud (2001) - opieka pedagogiczna,